# كادوني سفلي (مقاطعة دورة)
كادوني سفلي (بالفارسية: کادونی سفلی) هي قرية تقع في قسم ويسيان الريفي (مقاطعة دورة) في إيران. يقدر عدد سكانها بـ 146 نسمة بحسب إحصاء 2016.